# Distretto di Santiago de Tuna
Il distretto di Santiago de Tuna è uno dei trentadue distretti della provincia di Huarochirí, in Perù. Si trova nella regione di Lima e si estende su una superficie di 54,25 chilometri quadrati.
Istituito il 31 dicembre 1943, ha per capitale la città di Santiago de Tuna.